# Jules-Louis Breton
Pour les articles homonymes, voir Breton (homonymie).
 (août 2023).
Jules-Louis Breton, né à Courrières (Pas-de-Calais) le 1er avril 1872 et mort à Meudon le 2 août 1940, est un inventeur, dirigeant d'organisme de recherche publique, et homme politique français.

## Biographie
Jules-Louis Breton est issu d'une famille bourgeoise. Son grand-père, son père et un de ses oncles se succèdent à la mairie de Courrières à partir de 1848. Ses oncles Jules Breton et Émile Breton, sont des peintres réputés.
Jules-Louis Breton se lance dans le militantisme socialiste dès ses années d'étudiant. Il n'achève pas son parcours universitaire, mais il est un des initiateurs des premiers groupes estudiantins socialistes au Quartier latin dès 1893. Il est emprisonné un an pour un article un peu vif contre le président Carnot au moment des attentats anarchistes. Disciple du « blanquiste » Édouard Vaillant (1840-1915), animateur du Comité révolutionnaire central, puis du Parti socialiste révolutionnaire, il est choisi par son mentor pour prendre dès 1898 la succession de Baudin comme député du Cher. Constamment réélu député, jusqu'à son accès au Sénat en 1921, il devient un socialiste défenseur des réformes parlementaires et des alliances à gauche, proche de Jaurès, puis de Albert Thomas et Henri Sellier, mais aussi de Briand, Viviani et Painlevé. Au congrès de Toulouse (octobre 1908) il est seul à s'abstenir sur la motion de synthèse présentée par Jaurès en faveur de « l'évolution révolutionnaire » et il s'éloigne de la SFIO en 1910. Il reste un homme de gauche, rationaliste et anticlérical, partisan de réformes sociales et éducatives, passionné par les recherches scientifiques et leurs applications.
En 1908, il dépose une proposition de loi demandant le transfert des cendres d'Émile Zola au Panthéon.
En 1911, il fonde une collection, l'Encyclopédie parlementaire des sciences politiques et sociales, spécialisée dans « l'édition d'ouvrages spéciaux sur les principales questions soulevées devant le Parlement. ». Chaque ouvrage doit être rédigé par le représentant spécialiste du sujet. Breton écrivit sur les maladies professionnelles. Plusieurs auteurs ont contribué comme Maurice Ajam, Ferdinand Buisson, Laurent Bonnevay, Arthur Groussier, Paul Doumer…
Durant la Première Guerre mondiale, il dirige le service des inventions et expériences techniques. Dès 1914, il pressent la nécessité de créer des voitures blindées et ses recherches l'amènent à introduire en France la traction sur chenilles, faisant de lui le « père du char d'assaut » français (le « père des chars » (créateur de l'arme blindée) étant le général Jean Estienne). En 1916-1917, il est nommé sous-secrétaire d'État aux inventions intéressant la défense nationale, dans les gouvernements Briand, Ribot et Painlevé. En 1918, il lance un programme destiné à évaluer les potentialités de l'électroculture.
Après la guerre, il est élu membre libre de l'Académie des sciences en 1920 et nommé Ministre de l'Hygiène, de l'Assistance et de la Prévoyance sociales (1920-1921), faisant de lui le premier ministre de la santé, il est chargé de rapporter de nombreuses lois sociales.
Il crée en 1923 le Salon des arts ménagers où son fils Paul continue son œuvre. Il reste sénateur du Cher jusqu'en 1930, et est jusqu'en 1938 directeur de l'Office national des recherches scientifiques et industrielles et des inventions (ONRS aujourd'hui CNRS), président de la Commission supérieure des inventions et directeur de la Station nationale de recherches et expériences techniques, et donc l'homme essentiel de la politique publique de la recherche pendant presque tout l'entre-deux-guerres. Il affronte avec courage une grave maladie qui le paralyse progressivement, multipliant les inventions et procédés pour continuer à travailler avant de se laisser mourir désespéré par la défaite de 1940.

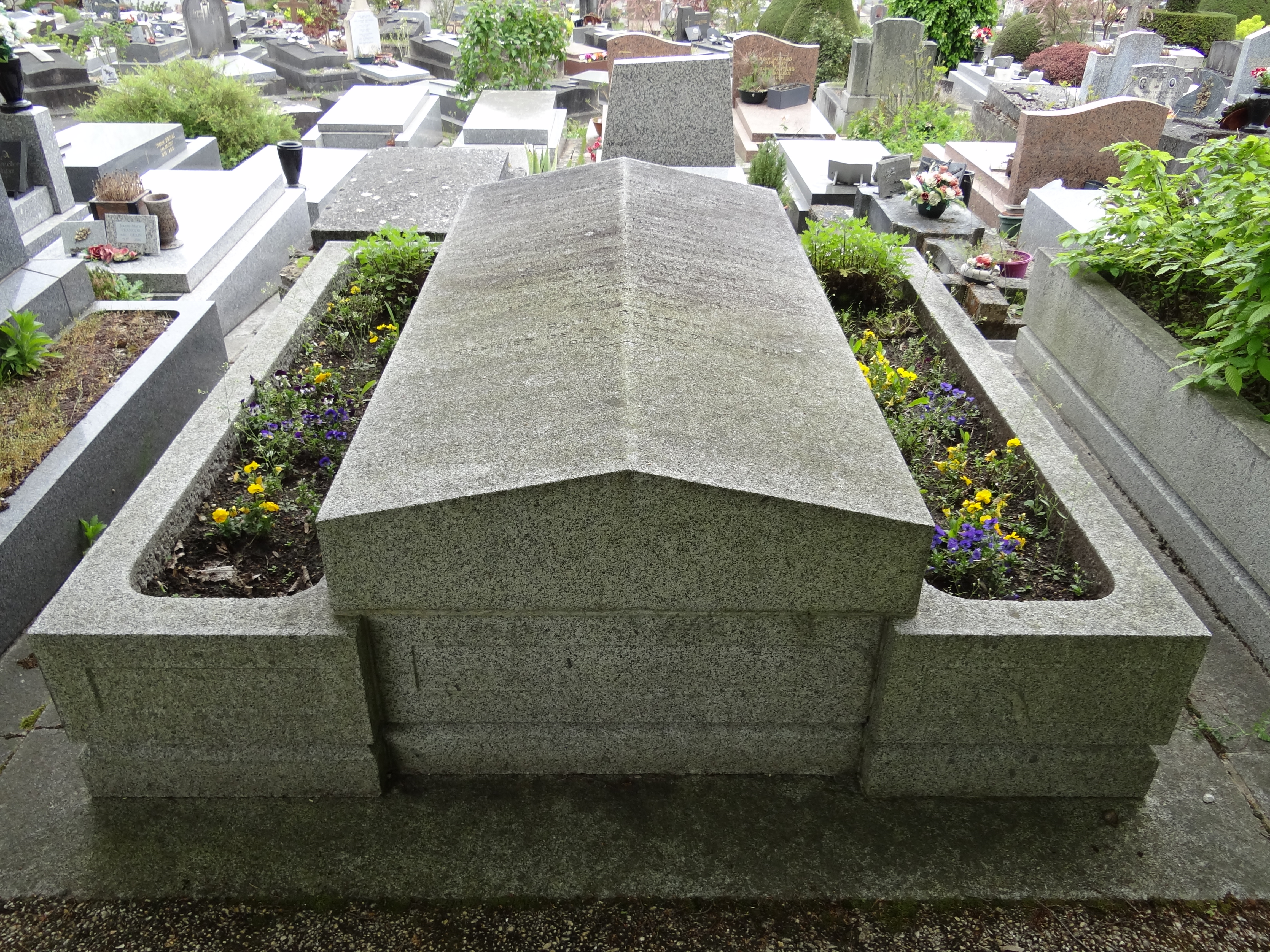
La tombe de Jules-Louis Breton au cimetière de Trivaux de Meudon (Hauts-de-Seine).

## Distinctions
- grande médaille d'or de la Société d'encouragement au progrès

## Sources
- « Jules-Louis Breton », dans le Dictionnaire des parlementaires français (1889-1940), sous la direction de Jean Jolly, PUF, 1960 [détail de l’édition]
- Site de l'association des anciens du lycée Faidherbe, où il fut élève.
- Archives familiales[réf. nécessaire].
- Christine Moissinac et Yves Roussel, Jules-Louis Breton, 1872-1940 : un savant parlementaire, Rennes, Presses universitaires de Rennes, 2010.
- Les papiers personnels de Jules-Louis Breton sont conservés aux Archives nationales sous la cote 398AP[4].